# 二脊沼兰
二脊沼兰（学名：Crepidium finetii）为兰科沼兰属下的一个种。

## 扩展阅读
維基物種上的相關：二脊沼兰